# لنز پنتاکس دی‌ای ۱۰–۱۷میلی‌متر
لنز پنتاکس دی‌ای ۱۰-۱۷میلی‌متر (به انگلیسی: Pentax DA 10-17mm lens) نام لنز دوربین عکاسی از نوع زوم است که توسط شرکت پنتاکس تولید می‌شود. فاصلهٔ کانونی این لنز ۱۰ تا ۱۷ میلی‌متر، دیافراگم آن دارای ۶ تیغه و ضریب اف آن اف ۳٫۵ تا ۴٫۵ / اف ۲۲ تا ۳۲ است. 